# Dall'Ora
Dall'Ora je priimek več oseb:
- Fidenzio Dall'Ora, italijanski general
- Giuseppe Dall'Ora, italijanski general